# Proville
 Proville  là một xã ở trong tỉnh Nord ở miền bắc nước Pháp. Xã này có diện tích 6,31 kilômét vuông, dân số năm 1999 là 3472 người. Xã nằm ở khu vực có độ cao trung bình 5 mét trên mực nước biển.